# Fülöp János (író)
Fülöp János (Budapest, 1929. július 16. – Szeged, 1983. augusztus 2.) József Attila-díjas (1962) író, forgatókönyvíró.

## Munkássága
A középiskola elvégzése után üzemi munkás, vasöntő.
Írói pályáját az ifjúsági sajtóban kezdte a Szabad Ifjúságnál. Riportjait napilapok közölték (Szabad Nép, Néphadsereg).
Első regénye, Az első győztes, 1951-ben jelent meg.
1957-től az Élet és Irodalom belső munkatársa volt.
Első írói sikerét a Tövis c. kötetével aratta (elbeszélések és kisregény, 1961).
Dolgozott a Magyar Televízióban. 1977-től a televízió szegedi stúdiójának főmunkatársa volt.
Bűnügyi regényei az Albatrosz-sorozatban jelentek meg; Gordiusz mester nyomoz c. regénye több kiadásban 1979-től.

## Televíziós sorozat forgatókönyvei
- Bors (televíziós sorozat)
- 1. Szervezzünk anarchiát!
- 2. Szent Dimitrij éjszakája
- 3. Vesztegzár a határon
- 4. Halló!...Központ!
- 5. A futár
- 6. Zsokékirály
- 7. Magdolna-bál
- 8. Borban az igazság
- 9. Az attasé
- 10. A Papagáj-akció
- 11. Camarada Matteó
- 12. Máté evangéliuma
- 13. Ujjé, a ligetben
- 14. A különleges osztag
- 15. A győztesek
- Újítsd meg magad!

## Fontos művei
- Az első győztes (regény, 1951)
- A Bakonyban (elbeszélések, 1955)
- Tövis (elbeszélések, kisregény, 1961)
- Visszatérni jó! Móricz Zsigmond riportjai nyomában (riportok, 1962)
- Március (regény, 1963)
- Kelenhegyi hajnal (regény, 1965)
- Angyalföldi krónika (dokumentumregény, 1970)
- Fülemüle (regény, 1974)
- Gordiusz mester nyomoz (regény, 1979)
- A hadács - Az üstökös (két regény, 1980)
- Szerelem hava (regény, 1981)
- Bors (regény, I-II., Zrínyi Katonai Kiadó, Budapest, 1983-1985)